# Apoyo social
El apoyo social es una serie de recursos psicológicos (proveniente de otras personas) que son significativas para un individuo y que lo hacen sentirse estimado y valorado. Están compuestas por transacciones interpersonales que implican la expresión de afectos positivos y la provisión de ayuda o asistencia a una o más personas. Esto permite que las necesidades sociales básicas de un individuo sean satisfechas por medio de la interacción con otros.
Existe cierta evidencia acerca del apoyo social como uno de los principales determinantes del bienestar subjetivo, ya que el individuo se siente más querido, más satisfecho consigo mismo y con mayor tolerancia al estrés, recursos que son vitales para elegir estrategias de afrontamiento adecuadas según la situación.
Cuando los Estados proveen apoyo social a su población, generalmente se le llama ayuda social o asistencia social.